# Alte Darmstädter Burschenschaft Germania
Die Alte Darmstädter Burschenschaft Germania (ADB! Germania) ist eine Studentenverbindung an der Technischen Universität Darmstadt. Sie ist Mitglied im Verband Allgemeine Deutsche Burschenschaft (ADB).

## Allgemeines
Die Alte Darmstädter Burschenschaft Germania an der Technischen Universität Darmstadt ist eine akademische Vereinigung, die die Erziehung ihrer Mitglieder nach den allgemeinen burschenschaftlichen Grundsätzen und zu entsprechender öffentlicher Wirkung bezweckt. Sie setzt sich für ein demokratisches Deutschland und ein vereintes Europa ein. Ihre Mitglieder bekennen sich zum Lebensbundprinzip, dem Tragen von Farben und zur Bestimmungsmensur.

## Couleur, Zirkel und Wahlspruch
Die Alte Darmstädter Burschenschaft Germania führt als Couleur das Burschenband, bestehend aus den Farben Schwarz-Weinrot-Gold mit goldener Perkussion und das Fuxenband in Weinrot-Gold-Weinrot mit ebenfalls goldener Perkussion. Als Kopfcouleur wird eine weinrote Tellermütze getragen. Als besonderen Wahlspruch führt die ADB! Germania „Einigkeit macht stark!“, neben dem allgemeinen Wahlspruch „Ehre, Freiheit, Vaterland“. Der Zirkel zeigt ein stilisiertes „G“ für Germania.

## Wappen
Das Wappen besteht aus einem silbernen Helm, schwarz-weinrot-goldener Helmzier und Helmdecke und einem viergeteilten Schild. Auf der oberen Hälfte des Schildes sind die Farben der ADB! Germania und der hessische Löwe abgebildet. Die untere Hälfte zeigt das Siegel mit Gründungsdatum der ADB! Germania und eine Abbildung der Germania. In der Mitte werden die vier Bereiche, von dem Zirkel der ADB! Germania, auf weißem Grund, vereint.

## Verbindungshaus

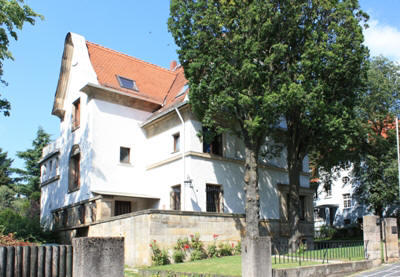
Außenansicht des Hauses Kaiser im Jahr 2010

Als Verbindungshaus dient Haus Kaiser auf der Darmstädter Mathildenhöhe. Die zweigeschossige Jugendstilvilla wurde im Jahre 1903 von dem Architekten Heinrich Metzendorf für den Kaufmann Georg Kaiser errichtet. Architektonische Besonderheiten sind die fein gearbeiteten Sandsteinbereiche der Fassade und das Kalksteinrelief „Der Schäfer“ von Ludwig Habich auf der südlichen Giebelwand.
Im Jahr 1925 kaufte der Wirtschaftsverband der Darmstädter Burschenschaft Germania e. Gen.m.b.H. das Haus Kaiser und nutzte es fortan als Verbindungshaus. 1939 wurde es gezwungenermaßen dem Nationalsozialistischen Kraftfahrerkorps (NSKK) zur Miete überlassen. Bei einem Bombenangriff in der Nacht des 11. September 1944 wurde es von einer Fliegerbombe getroffen und brannte bis auf einige Kellerräume und einen Raum des Erdgeschosses komplett aus. 1961 wurde der Wirtschaftsverband wieder als Eigentümer des Hauses in das Grundbuch eingetragen und 1962 begann dieser mit dem Wiederaufbau. Seit 1964 dient das Haus Kaiser, das zwischenzeitlich unter Denkmalschutz gestellt wurde, wieder als Verbindungshaus der ADB! Germania.

## Geschichte
Die Alte Darmstädter Burschenschaft Germania wurde am 2. November 1869 als „Darmstädter Burschenschaft Germania“ an der damaligen polytechnischen Schule in Darmstadt gegründet. Ort der Gründung war der Erbacher Hof, die heutige Brauerei Grohe. Die erste Mensur auf die Farben der ADB! Germania schlug August Föppl am 10. Mai 1871. Seit Oktober 1891 besaß die Burschenschaft Germania ein ständiges Heim in gemieteten Räumen des Gasthauses „Zum Gutenberg“, welches sie nach dem Ersten Weltkrieg kaufte. Das Gebäude „Zum Gutenberg“ wurde 1925 verkauft, um mit den Einnahmen und weiteren Spenden der Alten Herren das Haus Kaiser im Alexandraweg 6 zu erwerben. Ab dem Wintersemester 1935/36 musste die ADB! Germania aufgrund der Zwangsauflösungen von Studentenverbindungen als Kameradschaft Germania weitergeführt werden. Dieser wurde per Beschluss am 24. Februar 1936 die Auflösung angeordnet. Daraufhin wurde das Inventar aus dem Haus Kaiser entfernt und dieses vermietet. 1937 fand eine Verschmelzung der Altherrenschaft der Germania mit der Kameradschaft Friedrich Friesen, die als Ersatz für die aufgelöste Kameradschaft Germania gegründet wurde, statt. Diese kaufte dann im Jahre 1943 das Haus Kaiser dem Wirtschaftsverband der Darmstädter Burschenschaft Germania e. Gen.m.b.H. ab, der sich gezwungenerweise in der Liquidation befand. Am 11. September 1944 wurde das Haus bei einem schweren Bombenangriff im Zuge der Darmstädter Brandnacht stark beschädigt.
Nach dem Krieg fanden sich trotz der schwierigen Verhältnisse die Bundesbrüder bereits 1948 wieder zusammen. Der Aktivenbetrieb wurde 1949 in gemieteten Räumen der Brauerei Fey fortgesetzt. 1952 wurde das Haus der Brauerei Fey in der Alexanderstraße Nr. 23 für die Germania gekauft.
Im Jahre 1955 kam es zum Bruch innerhalb der Verbindung. Streitpunkt war die Wiedereinführung einer verpflichtenden Bestimmungsmensur für Mitglieder im Verband der Deutschen Burschenschaft (DB). In mehreren Abstimmungen entschied sich 1954/55 die Altherrenschaft für einen Verbleib im Verband, wohingegen die Aktivitas wegen Ablehnung des Fechtzwanges schließlich aus dem Verband ausscheiden musste. Ein Teil der Alten Herren unterstützte das Vorhaben der Aktiven und gründete den Verein Germania e. V., der im umstrittenen Besitz des Hauses Alexanderstraße 23 blieb. In den folgenden Jahren fanden gerichtliche und außergerichtliche Auseinandersetzungen zwischen den beiden Parteien statt. Deren Resultate waren wie folgt:
1. Die Bezeichnungen lauten fortan „Darmstädter Burschenschaft in der D.B.“ und „Darmstädter Burschenschaft an der T.H.“.
2. Beide Verbindungen erkennen an, dass sie aus derselben Traditionswurzel hervorgegangen sind und dürfen dasselbe Couleur und Zirkel tragen.
3. Die „Darmstädter Burschenschaft an der T.H.“ leistete eine finanzielle Entschädigung und blieb im Besitz des Hauses Alexanderstraße 23.
4. Die „Darmstädter Burschenschaft an der T.H.“ verzichtete auf Ansprüche auf das Haus Kaiser, welches zu dieser Zeit noch zerstört war.

Die verbleibende Altherrenschaft der „Darmstädter Burschenschaft in der D.B.“ konnte jedoch mithilfe von Stützburschen der Darmstädter Burschenschaft Frisia sofort wieder eine neue Aktivitas bilden und wohnte fortan in Räumen der Burschenschaft Frisia. Im Jahre 1957 beschlossen die Alten Herren der „Darmstädter Burschenschaft in der D.B.“, die Ruine des ehemaligen Hauses Kaiser im Alexandraweg 6 wiederaufzubauen. Dieses Haus konnte bereits 1963 bezogen werden. Im Jahre 1967 wurde die Umbenennung von „Darmstädter Burschenschaft in der D.B.“ in „Alte Darmstädter Burschenschaft Germania“ beschlossen.

## Verbände
Die Alte Darmstädter Burschenschaft Germania strebte stets aktiv die Zusammenführung von Burschenschaften in einen gemeinsamen Verband an, um die burschenschaftlichen Grundsätze zu verbreiten. Entsprechend war diese maßgeblich an der Gründung von mehreren Verbänden beteiligt.
- 16. März 1889 Gründungsmitglied des Niederwald-Deputierten-Convents der Burschenschaften an Technischen Hochschulen (NDC), der am 28. November 1896 wieder aufgelöst wurde
- 29. November 1896 Gründungsmitglied des Germania-Deputierten-Convents, ab 1897 Binger Deputierten-Convent
- 10. März 1900 Gründungsmitglied des Rüdesheimer Deputierten-Convent (RDC), ab 1905 Rüdesheimer Verband Deutscher Burschenschaften (RVDB)
- 5. Januar 1919 Mitarbeit am Zusammenschluss des Allgemeinen Deputierten-Convents, ab 1902 Deutsche Burschenschaft (DB) und des Rüdesheimer Verbands Deutscher Burschenschaften (RVDB)
- 1922 Beitritt zum Kartell Rheinischer Ring in der Deutschen Burschenschaft (DB)
- 1950 Beitritt zur wieder gegründeten Deutschen Burschenschaft (DB)
- 1955 Austritt der Aktivitas aus der Deutschen Burschenschaft (DB)
- 1957 Eintritt der neuen Aktivitas in die Deutsche Burschenschaft (DB)
- 1961 Austritt aus dem Kartell Rheinischer Ring
- 1973 Beitritt zur Burschenschaftlichen Gemeinschaft
- 1979 Niederlegung der Mitgliedschaft in der Burschenschaftlichen Gemeinschaft
- Im Geschäftsjahr 1979/80 Übernahme des Vorsitzes der Deutschen Burschenschaft (DB)
- 1990 Gründung der Burschenschaftlichen Initiative in Zusammenarbeit mit der Gießener Burschenschaft Germania, Frankfurt-Leipziger Burschenschaft Arminia, Alten Königsberger Burschenschaft Alemannia Kiel und Burschenschaft Germania Würzburg als vermittelndes Organ zwischen Burschenschaftlicher Gemeinschaft und dem Hambacher Kreis.
- 2001 Austritt aus der Burschenschaftlichen Initiative
- 2012 Gründungsmitglied der Initiative Burschenschaftliche Zukunft (IBZ)
- 2013 Austritt aus der Deutschen Burschenschaft
- 2016 Gründungsmitglied der Allgemeinen Deutschen Burschenschaft (ADB)

## Bekannte Mitglieder
- Herbert Buhr (1902–1968), Botaniker
- August Föppl (1854–1924), Professor der technischen Mechanik
- Joseph Kraus (1877–1939), Präsident der Industrie- und Handelskammer Memel, Vizepräsident des Staatsrates und Landtagspräsident im Memelländischen Landtag
- Alfred Mehmel (1896–1972), Bauingenieur und Hochschullehrer
- Waldemar Petersen (1880–1946), Professor der Elektrotechnik und Unternehmer
- Hermann von Pfister-Schwaighusen (1836–1916), Militärhistoriker, Schriftsteller, Ideologe und Germanist
- Otto Schwab (1889–1959), Ingenieur und Studentenfunktionär
- Wilhelm Stoy (1887–1958), Bauingenieur, Holzbauingenieur, Hochschullehrer
- Heinrich Thörner (1893–1983), Elektrotechniker und Unternehmer

Mitgliederverzeichnis:
- Willy Nolte (Hrsg.): Burschenschafter-Stammrolle. Verzeichnis der Mitglieder der Deutschen Burschenschaft nach dem Stande vom Sommer-Semester 1934. Berlin 1934. S. 1022.